# Lander Aperribay
Lander Aperribay (San Sebastián, 15 juni 1982) is een Spaans voormalig wielrenner.

## Belangrijkste overwinningen
geen

## Resultaten in voornaamste wedstrijden
| Jaar | Ronde van Italië | Ronde van Frankrijk | Ronde van Spanje |
| ---- | ---------------- | ------------------- | ---------------- |
| 2008 | buiten tijd      |                     |                  |

| Jaar | Gent-Wevelgem |
| ---- | ------------- |
| 2008 | 175e          |